# Sue Hatherly
Sue Hatherly es una jinete británica que compitió en la modalidad de concurso completo. Ganó dos medallas de plata en el Campeonato Europeo de Concurso Completo, en los años 1975 y 1979.

## Palmarés internacional
| Campeonato Europeo | Campeonato Europeo | Campeonato Europeo | Campeonato Europeo |
| Año                | Lugar              | Medalla            | Categoría          |
| ------------------ | ------------------ | ------------------ | ------------------ |
| 1975               | Luhmühlen (RFA)    | Medalla de plata   | Por equipos        |
| 1979               | Luhmühlen (RFA)    | Medalla de plata   | Por equipos        |